# Mittainville
Mittainville là một xã của Pháp, nằm ở tỉnh Yvelines trong vùng Île-de-France.
Người dân ở đây trong tiếng Pháp gọi là Mittainvillois.
Mittainville có cự ly khoảng 16 km về phía tây của Rambouillet và 11 kilomètres về phía đông của Nogent-le-Roi.
Đây là một xã nông nghiệp.
Các xã giáp ranh: về phía đông nam là Hermeray, về phía nam là Saint-Lucien, về phía tây là Senantes, về phía tây bắc là Faverolles và về phía bắc là la Boissière-École.